# Archives du film thaïlandais
Les Archives du film (Organisation publique) (thaï : หอภาพยนตร์ (องค์การมหาชน), couramment appelées les Archives du film thaïlandais (anglais : Thai Film Archive) est une cinémathèque publique en Thaïlande.

## Histoire
Cette cinémathèque a été créée en 1984 par Dome Sukwong sous le nom d'Archives nationales du film, sous l'égide du département des Beaux-Arts (en). Elle  a été réorganisée en organisme public sous la tutelle du ministère de la Culture (en) en 2009. 
Le journaliste et critique de cinéma Kong Rithdee est directeur adjoint des Archives du film thaïlandais.

## Accès
La cinémathèque est située à Salaya dans l'amphoe Phutthamonthon de la province de Nakhon Pathom.

## Galerie

Célébration du 100e anniversaire de la naissance de Ratana Pestonji en 2008
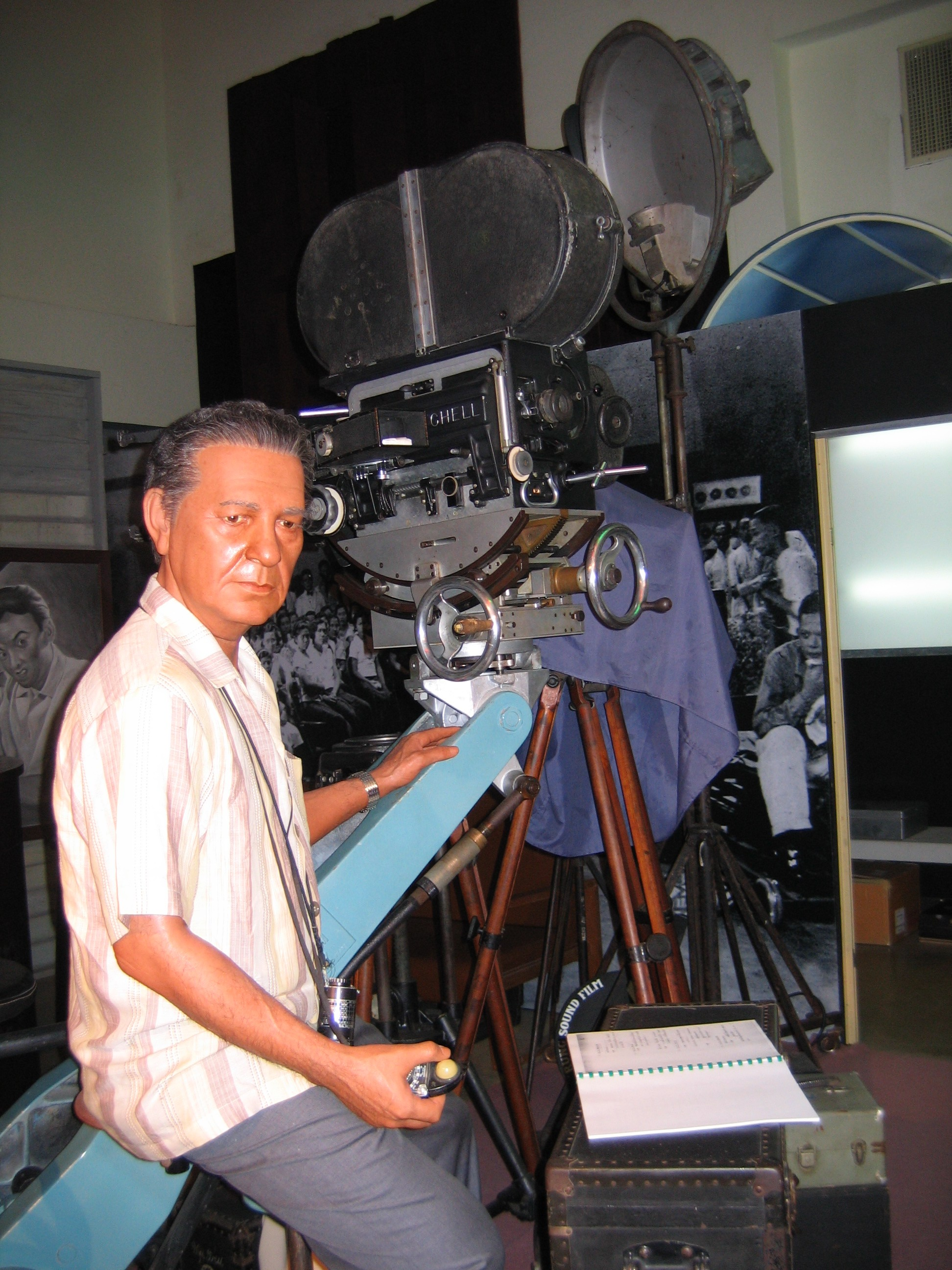
Figure de cire de Rattana Pestonji aux Archives du film thaïlandais
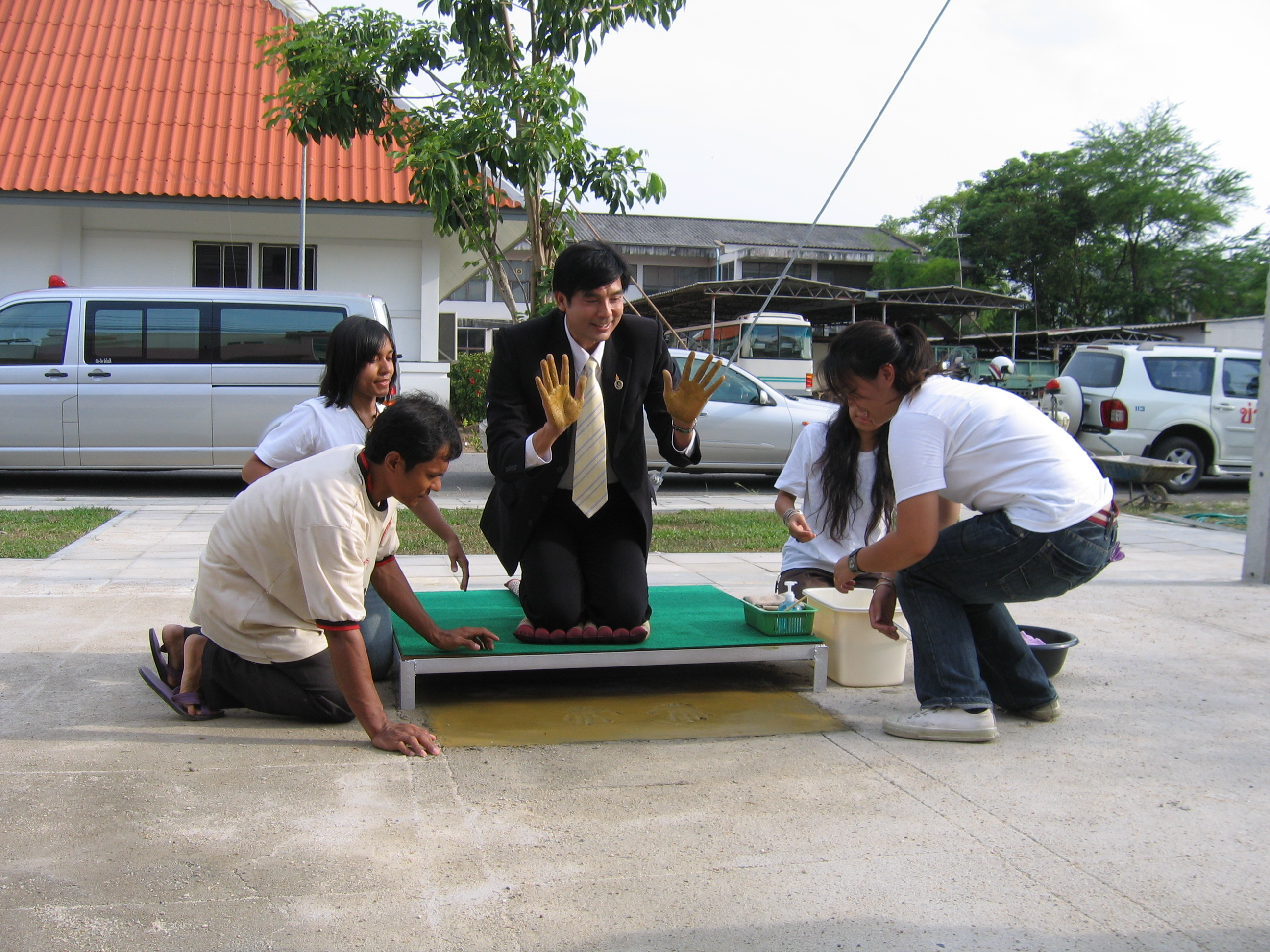
L'acteur Prompong Nopparit, porte-parole du ministère de la Culture, est le premier à laisser l'empreinte de sa main sur le sol des Archives du film thaïlandais
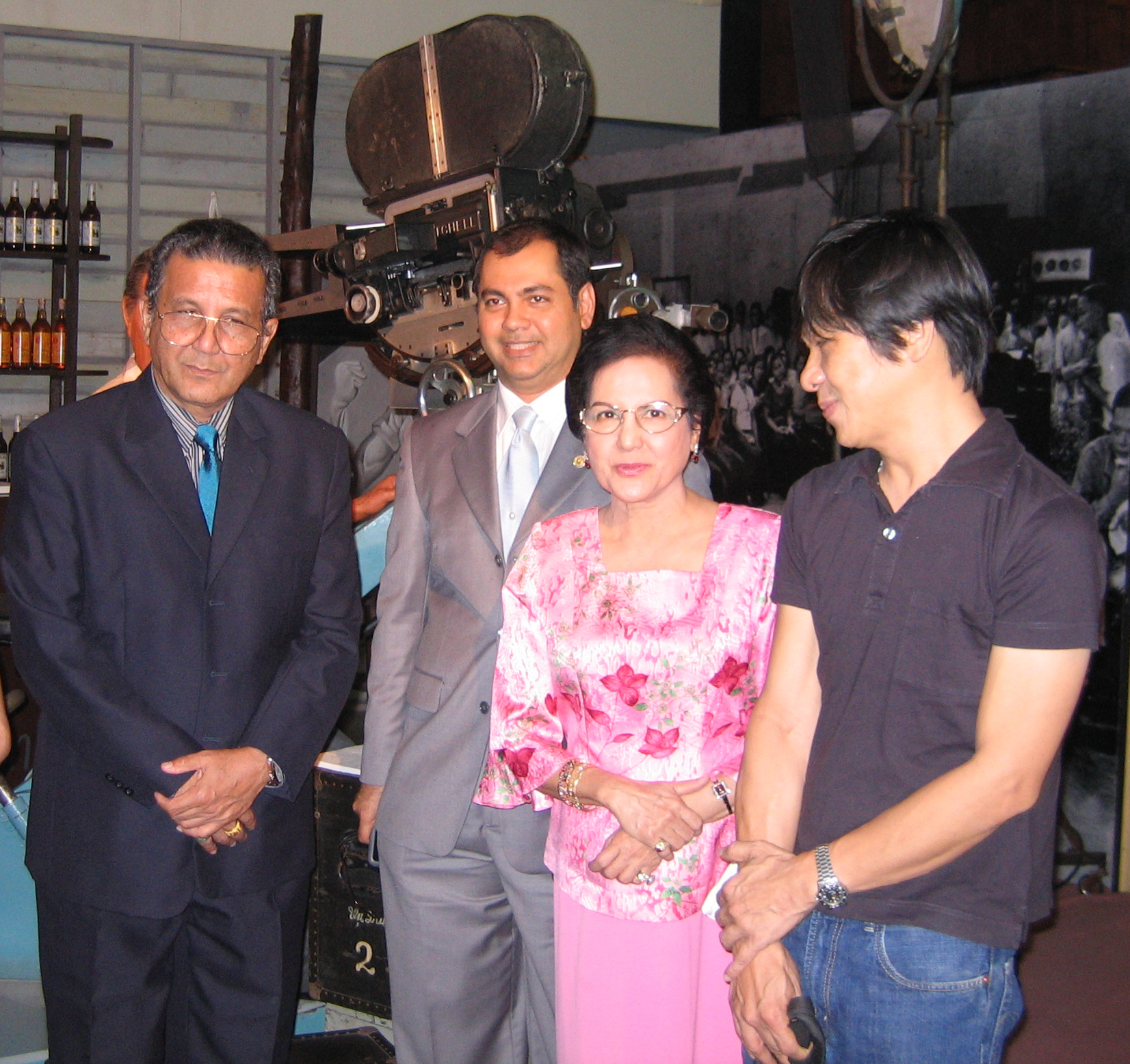
A droite, le réalisateur Wisit Sasanatieng, au milieu Ratanavadi Ratanabhand (sœur de Rattana) et à gauche Santa Pestonji (fils de Rattana)
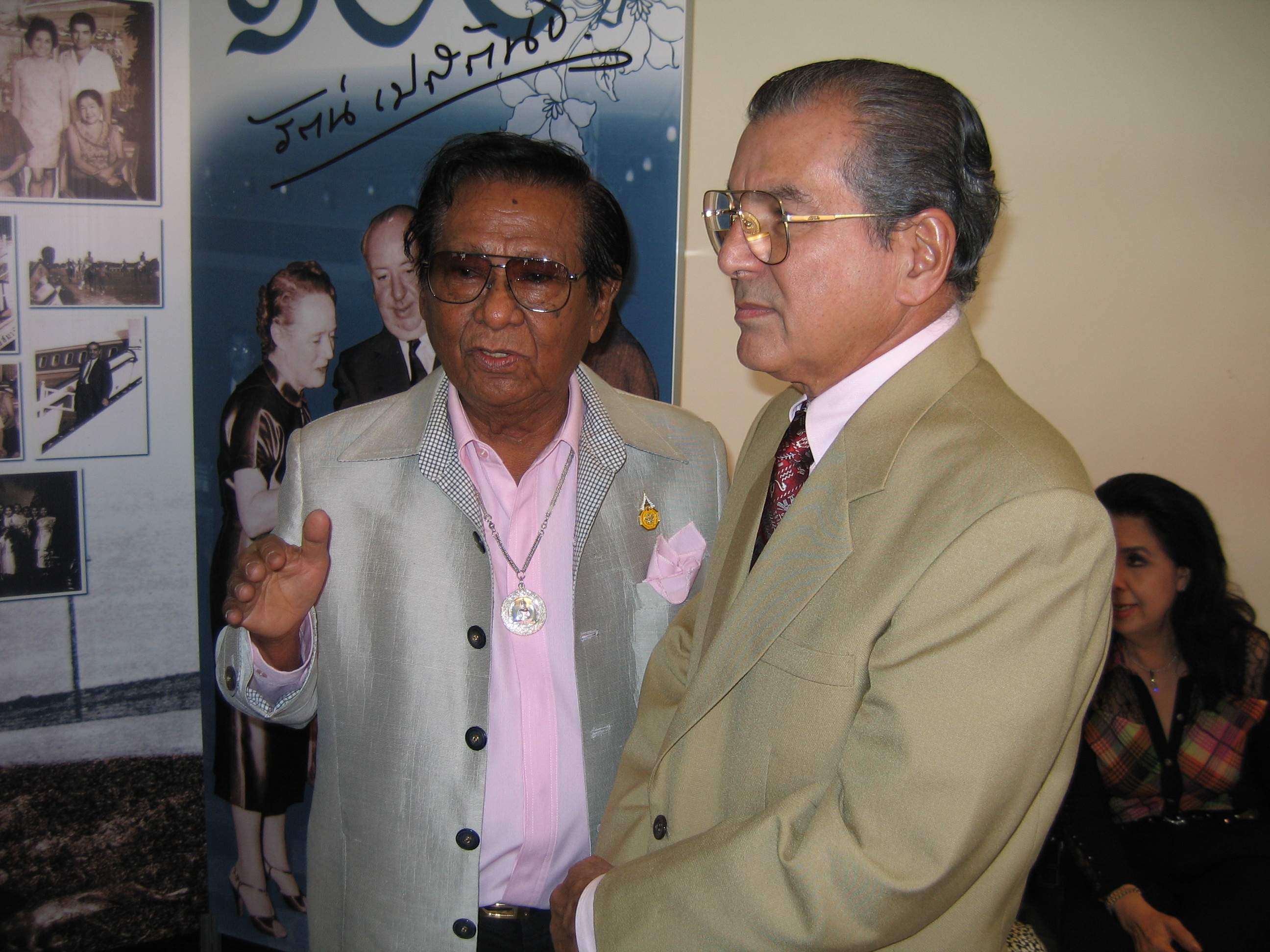
Le réalisateur Dokdin Kanyamarn avec Edel Pestonji (fils de Rattana)
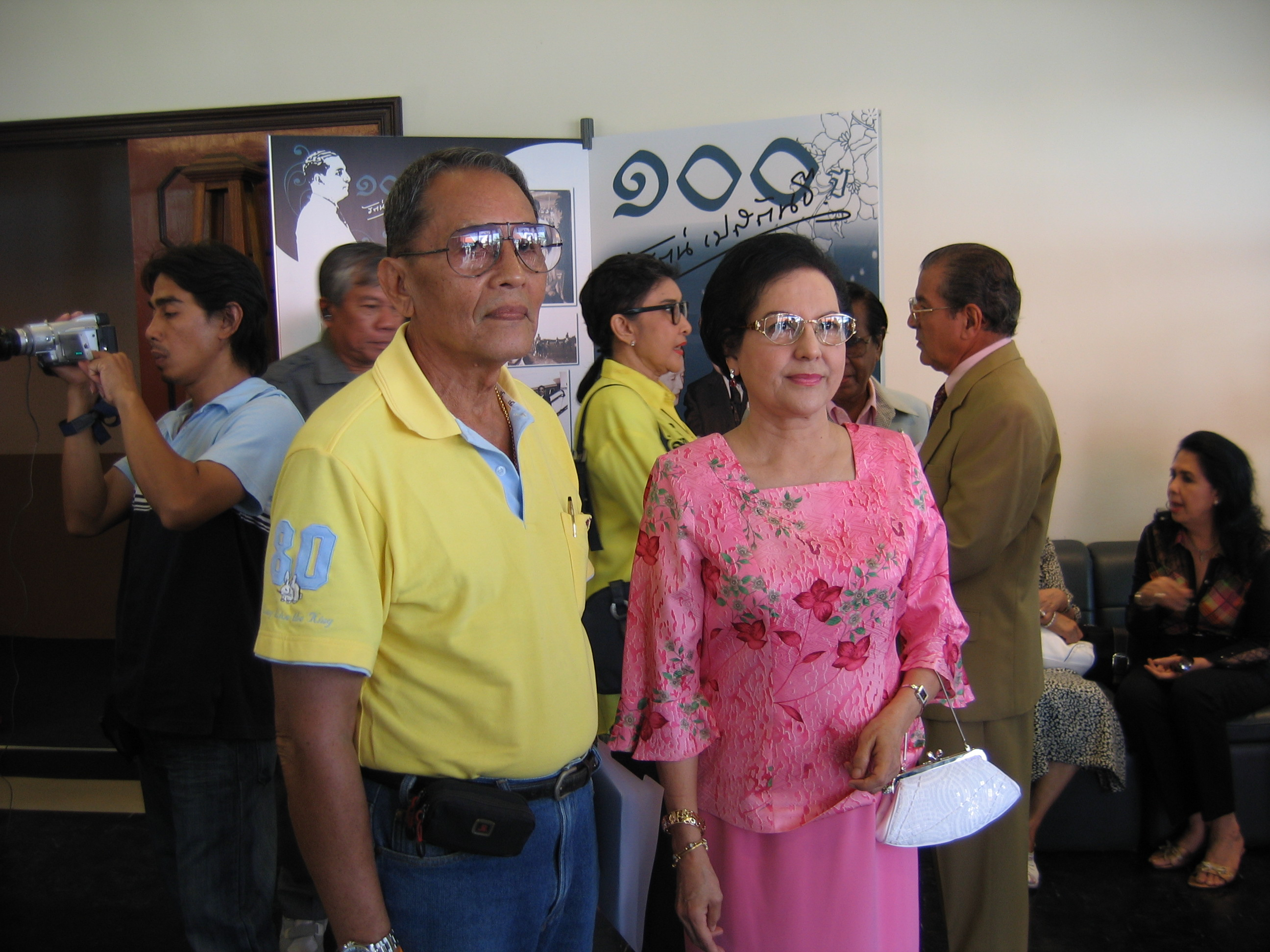
L'acteur Tom Wisawachart avec Ratanavadi Ratanabhand (sœur de Rattana)

Du mois de mai 2021 jusqu'au 28 septembre 2021, pendant tout l'été, la Cinémathèque française avec les Archives du film thaïlandais (Thai Film Archive), pour répondre au contexte de l'épidémie de Covid-19 et du confinement, mais aussi à la volonté de diffuser le plus largement possible quelques pépites méconnues du patrimoine cinématographique, a mis en ligne gratuitement sur la plateforme Henri, en version originale (langue thaï) avec sous-titrage en français les films Santi-Vina (สันติ-วีณา) et Dark Heaven (สวรรค์มืด) ainsi que les deux courts métrages muets It's all Because of a Katoey (กะเทยเป็นเหตุ / Katoey pen het ) (anonyme ; 1954) et Prai Takian (The Goule / พรายตะเคียน) (anonyme ; 1940).